# Exoparyphus
Exoparyphus är ett släkte av skalbaggar. Exoparyphus ingår i familjen långhorningar.
Kladogram enligt Catalogue of Life:
| Exoparyphus | \| \| Exoparyphus janenschi \| \| \| \| \| \| Exoparyphus macilentus \| \| \| \| |
|             | \| \| Exoparyphus janenschi \| \| \| \| \| \| Exoparyphus macilentus \| \| \| \| |
|             | Exoparyphus janenschi                                                            |
|             |                                                                                  |
|             | Exoparyphus macilentus                                                           |
|             |                                                                                  |